# Dancing in Orbit
Dancing in Orbit – 5. album szwedzkiej wokalistki September. Został wydany jako album debiutancki w Belgii i Holandii.

## Lista utworów
Wszystkie utwory (oprócz „Looking for Love” i „Midnight Heartache”) zostały napisane przez Jonasa von den Burga, Anoo Bhavagana i Niklasa von den Burga.
| #  | Tytuł                              | Czas |
| -- | ---------------------------------- | ---- |
| 1  | Cry for You                        | 3:30 |
| 2  | Looking for Love                   | 3:25 |
| 3  | Can’t Get Over                     | 3:02 |
| 4  | Midnight Heartache                 | 3:45 |
| 5  | Until I Die                        | 3:47 |
| 6  | Sacrifice                          | 3:56 |
| 7  | Satellites                         | 3:15 |
| 8  | Follow Me                          | 3:31 |
| 9  | Because I Love You                 | 3:15 |
| 10 | Start It Up                        | 3:05 |
| 11 | R.I.P.                             | 3:49 |
| 12 | Taboo                              | 3:44 |
| 13 | It Doesn’t Matter                  | 3:45 |
| 14 | Sad Song                           | 2:56 |
| 15 | Freaking Out                       | 3:24 |
| 16 | Sound Memory                       | 3:50 |
| 17 | Flowers on the Grave               | 4:17 |
| 18 | End of the Rainbow                 | 3:37 |
| 19 | Satellites (live acoustic version) | 3:01 |